# Droezjkivka
Droezjkivka (Oekraïens: Дружківка; Russisch: Дружковка, Droezjkovka) is een industriële stad in het oosten van Oekraïne, en ligt in de oblast Donetsk, ten noordwesten van de hoofdstad Donetsk.

## Geschiedenis
De stad werd in 1781 gesticht door Catharina II van Rusland en ontwikkelde zich sterk na de aanleg van de spoorlijn Koersk-Charkov-Azov aan het einde van de negentiende eeuw. In de eerste jaren van het Sovjettijdperk groeide de bevolking van de stad sterk (vanwege de vestiging van fabrieken). In 1938 verkreeg Droezjkivka uiteindelijk stadsrechten.
Tijdens de Duitse bezetting van Oekraïne werd de omvangrijke Joodse bevolking in 1943 bijna compleet uitgemoord.
In 1945 werd de tram van Droezjkivka aangelegd, die er in de 21e eeuw nog steeds rijdt.
Tijdens de pro-Russische opstand in 2014 verklaarden de separatisten van de Volksrepubliek Donetsk de stad tot deel van hun republiek. Op 7 juli 2014 werd de stad samen met Bachmoet weer ingenomen door Oekraïense strijdkrachten.

## Bevolking
Volgens een schatting uit 2021 telde Droezjkivka 55.088 inwoners. Het aantal inwoners vertoont al meerdere jaren een dalende trend: in 2014 woonden er nog 59.596 personen, in 2001 nog 64.557 en in 1989, kort voor het uiteenvallen van de Sovjet-Unie, nog 73.723 personen.
| 1923  | 1926  | 1939   | 1959   | 1970   | 1979   | 1989   | 2001   | 2014   | 2021   |
| ----- | ----- | ------ | ------ | ------ | ------ | ------ | ------ | ------ | ------ |
| 3.432 | 5.747 | 31.781 | 43.124 | 53.338 | 64.310 | 73.723 | 64.557 | 59.596 | 55.088 |

De etnische samenstelling van de bevolking was als volgt:
|            | Aantal | Aandeel, % |
| ---------- | ------ | ---------- |
| Oekraïners | 48 302 | 64,4       |
| Russen     | 24 122 | 32,2       |
| Armeniërs  | 612    | 0,8        |
| Wit-Russen | 490    | 0,7        |
| Tataren    | 216    | 0,3        |
| Totaal     | 64.557 | 100,0      |

Ondanks dat de Oekraïners een meerderheid van de bevolking vormen, was de meest gesproken moedertaal in de stad het Russisch (70,27% van de bevolking in 2001). Het Oekraïens werd gesproken door 28,36%, terwijl overige talen elk minder dan 0,5% van de bevolking werd gesproken.